# Адамівська волость (Верхньодніпровський повіт)
Адамівська волость — історична адміністративно-територіальна одиниця Верхньодніпровського повіту Катеринославської губернії.
Станом на 1886 рік — складалася з 8 поселень, 8 сільських громад. Населення 1978 осіб (1007 осіб чоловічої статі та 971 — жіночої), 331 дворове господарство.
|                     | Площа, десятин | У тому числі орної, десятин |
| ------------------- | -------------- | --------------------------- |
| Сільських громад    | 1984           | 1213                        |
| Приватної власності | 19394          | 3709                        |
| Іншої власності     | 66             | 10                          |
| Загалом             | 21444          | 4932                        |

Найбільші поселення волості:
- Адамівка — село при річці Базавлук в 40 верстах від повітового міста, 235 осіб, 36 дворів, православна церква, школа.
- Мар'їнське — село при річці Базавлук, 404 особи, 66 дворів.
- Софіївка — село при річці Базавлук, 319 осіб, 59 дворів, лавка, цегельний завод.